# Radikal (chinesische Schrift)

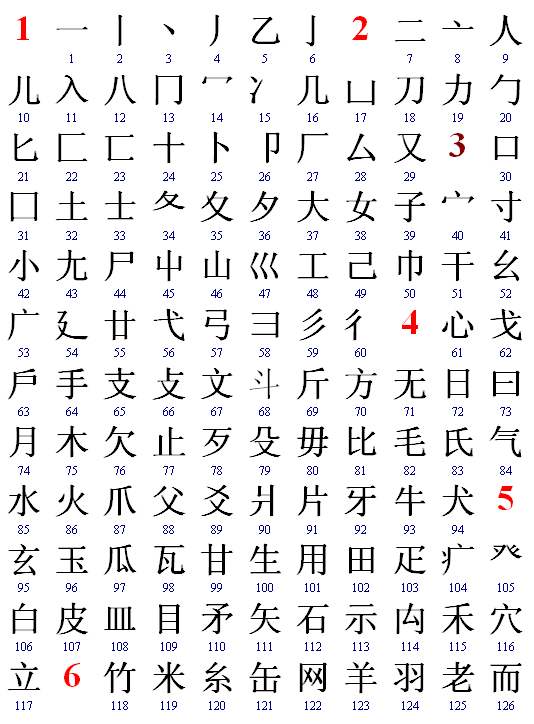
Radikale von 1 bis 126 (die roten Zahlen geben die Anzahl der Striche an)

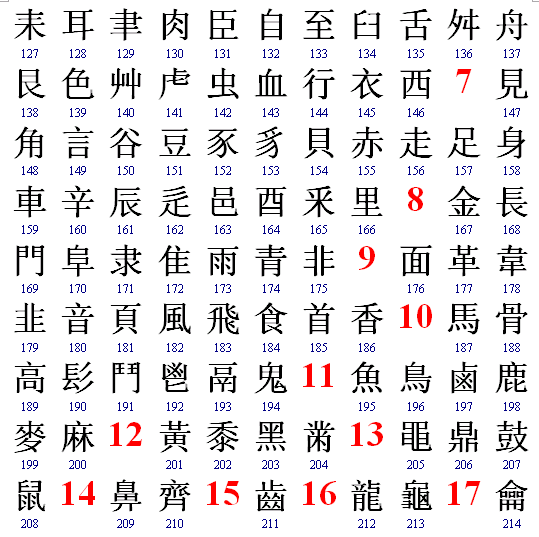
Radikale von 127 bis 214 (die roten Zahlen geben die Anzahl der Striche an)

Ein Radikal (von lateinisch radix ‚Wurzel‘) bzw. Wurzelzeichen oder eher Klassenzeichen (chinesisch 部首, Pinyin bùshǒu; japanisch bushu; koreanisch 부수 busu), ist die grafische oder semantische Zuordnungskomponente eines chinesischen Schriftzeichens (auch von Kanji und Hanja). Diese Zuordnung ist oft offensichtlich, manchmal rein traditionell und nur aus der historischen Entwicklung des Zeichens nachvollziehbar, manchmal auch ziemlich willkürlich. In Nachschlagewerken werden die Schriftzeichen nach Radikalen indiziert und können so gefunden werden. „Radikal“ ist eigentlich eine Fehlbezeichnung, da sie gar keinen originären „Wurzel“-Charakter haben, sondern sprachgeschichtlich erst später zu Klassifikationszwecken hinzugefügt wurden.
Die Abbildung zeigt, wie das Radikal 2 (der rote vertikale Strich) in verschiedenen Schriftzeichen enthalten ist:
Im chinesischen Wörterbuch sind die Lemmata nach Radikalen geordnet. Diese sind nach Anzahl und Form der Striche geordnet. Dieses System von wiedererkennbaren Elementarzeichen hat sich bis heute erhalten. Die Zahl der Radikale, die in dem Lexikon Shuowen Jiezi (說文解字 / 说文解字,  Shuōwén jiězì – „Erklärung der Schriftzeichen“) aus dem Jahr 121 noch 540 betrug, wurde immer weiter reduziert.
Die Zahl von 214 Radikalen wurde durch das renommierte Kangxi-Wörterbuch (康熙字典,  Kāngxī zìdiǎn) aus dem Jahre 1716 unter dem Kangxi-Kaiser festgeschrieben. Im Zuge der Reform der Schriftzeichen 1955 wurden auch die Radikale geändert und deren Anzahl vergrößert, sodass Wörterbücher für vereinfachte Schriftzeichen statt der traditionellen 214 Radikale oft nun 224 bzw. 227 Radikale verwenden. Im modernen Großwörterbuch Hanyu Da Cidian und im Schriftzeichenlexikon Hanyu Da Zidian wurde die Anzahl der Radikale dagegen auf 200 reduziert.

## Funktion eines Radikals

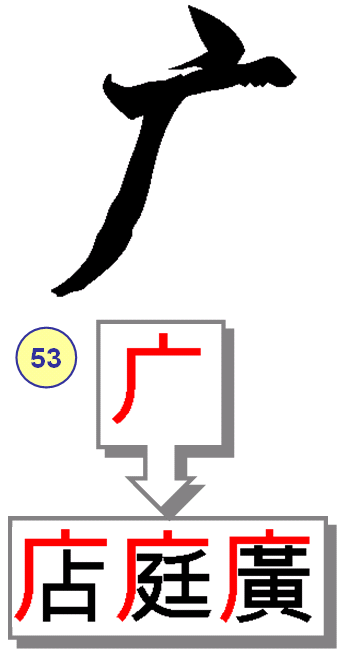
Radikal 53 und seine Verwendung

Die einfachste Methode, ein chinesisches Schriftzeichen in einem modernen Wörterbuch nachzuschlagen, ist alphabetisch nach der Pinyin- oder der Wade-Giles-Umschrift des betreffenden Schriftzeichens zu suchen. Doch das ist nur möglich, wenn man die Aussprache kennt. Meistens muss man aber Zeichen nachschlagen, von denen man weder Aussprache noch Bedeutung kennt. Die gebräuchlichste Methode hierfür ist die Suche nach dem Radikal eines Schriftzeichens.
Dazu muss das Radikal des Zeichens erkannt werden (was mitunter schwierig sein kann, s. u.), wobei eine Radikaltabelle hilft, die nach der Zahl der Striche des Radikals geordnet ist. Dann zählt man, wie viele Striche das Schriftzeichen zusätzlich zu dem Radikal hat. Unter der Nummer des Radikals und der Zahl zusätzlicher Striche sind dann alle Zeichen aufgeführt, für die dies gilt – normalerweise nur noch eine Handvoll.
Als Strich gilt dabei alles, was in einem Zug gezeichnet wird. Dies ist für Ungeübte oft nicht sofort ersichtlich, doch die Menge an Strukturen ist relativ begrenzt. Wenn man einige Grundregeln (Striche gehen fast immer von links nach rechts oder von oben nach unten, haben selten mehr als einen Knick) verinnerlicht hat, kann man schnell die Anzahl der Striche in den meisten Zeichen identifizieren. Im Beispiel 中 ‚Mitte‘, gibt es zusätzlich zum Radikal, dem senkrechten Strich, ein Viereck. Dieses wird mit drei Strichen gezeichnet, denn der obere und rechte Rand werden in einem Zug gezeichnet.
Das klassische Radikalsystem hat jedoch auch deutliche Schwächen. Vor allem die Identifizierung des Radikals kann schwierig sein, da es bei manchen Zeichen so verschmolzen ist mit anderen Schriftzeichen, dass es optisch nicht mehr auffällt, oder sich Schriftzeichen aus mehreren Radikalen zusammensetzen, bei denen zuerst das richtige ausgewählt werden muss. Dazu kommen Schreibvarianten desselben Radikals, die sich in der Form stark unterscheiden und besonders bei Wörterbüchern aus der Volksrepublik China, in denen die Anzahl der Radikale zwischen 201 und 224 schwanken kann, als eigenständiges Radikal an einer unerwarteten Stelle aufgelistet sind. Ein weiterer Nachteil ist, dass die Unterteilung nach Radikalen nicht gleichmäßig ist – manche Radikale sind sehr selten und bilden nur eine Handvoll Zeichen, andere Radikale kommen oft vor und bilden hunderte von Schriftzeichen, lassen sich aber zumindest leicht erkennen. 
Moderne Lexika versuchen dieses Problem zu verringern, indem sie fehlertolerant angelegt sind und Zeichen nicht nur unter dem richtigen Radikal aufführen, sondern auch unter solchen, die man leicht fälschlich dafür halten kann. Es gibt eine Reihe von Ansätzen, bessere Organisationssysteme zu entwickeln, um chinesische Zeichen schneller und einfacher nachschlagen zu können. Die bekanntesten sind der Viereckenindex und das SKIP-System. Einige Zeichenlexika verzichte ganz auf die Einteilung von Radikalen und listen Schriftzeichen nach der Anzahl der Striche, eingeteilt in Unterlisten nach dem ersten Strich.
Heutzutage gibt es viele der renommierten Wörterbücher auch in elektronischer Form auf Smartphones oder Tablets, welche über eine ausgezeichnete Handschrifterkennung verfügen, und eine Suche, die sich auf Radikale verlassen muss, weitgehend überflüssig machen.

## Zeichenkodierung
Die 214 Radikale sind im Unicode-Block Kangxi-Radikale enthalten. Sie sind Kompatibilitätäquivalente (aber nicht kanonisch äquivalent) zu den von ihnen ohne zusätzliche Striche gebildeten Schriftzeichen. Zum Beispiel werden Radikal 65 U+2F40 (⽀) und das damit geschriebene Schriftzeichen U+652F (支) unterschieden.